# Seznam argentinskih dirigentov
Seznam argentinskih dirigentov.

## A
- Eduardo Alonso-Crespo

## B
- Daniel Barenboim

## C
- Daniel Canosa
- Juan José Castro
- José Cura

## D
- Ernesto Drangosch

## K
- (Carlos Kleiber)
- Erich Kleiber

## E
- José Esandi
- Oscar Escalada

## G
- Gerardo Gorosito

## M
- Enrique Morera

## P
- Emilio Pomárico

## S
- Lalo Schifrin (1932–2025)
- Gabriel Senanes

## V
- Alejandro Vila